# Zwaring-Pöls
Zwaring-Pöls est une commune autrichienne du district de Graz-Umgebung en Styrie. Le 1er janvier 2015 les communes de Dobl et Zwaring-Pöls fusionnèrent pour former la commune de Dobl-Zwaring.